# Équipe de Djibouti masculine de handball
L'équipe de Djibouti de handball masculin est la sélection nationale représentant Djibouti dans les compétitions internationales de handball masculin.

## Palmarès
L'équipe nationale n'a jamais participé à ce jour à un Championnat du monde. Elle a participé par contre à diverses éditions du Championnat d'Afrique des nations :
- non qualifié entre 1974 et 1991
- 8e place en 1992
- 10e place en 1994
- non qualifié entre 1996 et 2018